# Gesonia holochrysa
Gesonia holochrysa är en fjärilsart som beskrevs av Edward Meyrick 1902. Gesonia holochrysa ingår i släktet Gesonia och familjen nattflyn. Inga underarter finns listade i Catalogue of Life.